# Y Microscopii
Y Microscopii är en halvregelbunden variabel av SR-typ i stjärnbilden Mikroskopet.
Stjärnan varierar mellan fotografisk magnitud +10,3 och 11,9 med en period av ungefär 364 dygn.